# Pseudemys
Pseudemys é um gênero de grandes tartarugas herbívoras de água doce do leste dos Estados Unidos e do nordeste adjacente do México. Elas são frequentemente chamadas de cooters, que deriva de kuta, a palavra para tartaruga nos idiomas bambara e malinké, trazidas para a América por pessoas escravizadas da África.

## Etimologia
O nome genérico Pseudemys é derivado das palavras gregas pseudes, que significa falso ou enganoso, e emydos, tartaruga de água doce, o que implica uma semelhança com o gênero Emys [en], mas não o inclui. Os nomes triviais, ou epítetos específicos, de cinco das espécies são topônimos, nomeados para locais onde as espécies foram descobertas pela primeira vez, incluindo a península da Flórida (P. peninsularis), o rio Suwannee (P. suwanniensis), Alabama (P. alabamensis), Flórida (P. floridana), e Texas (P. texana). Dois são patronímicos, ou epônimos, em homenagem a zoólogos proeminentes, George Robert Zug, curador de anfíbios e répteis no Smithsonian, Museu Nacional de História Natural (P. gorzugi), e George Nelson, botânico, zoólogo e taxidermista-chefe do Museu de Zoologia Comparada de Harvard (P. nelsoni). Os outros epítetos específicos são derivados do latim: P. concinna, de concinnus, que significa limpo, aparado ou habilmente unido, provavelmente em referência à carapaça relativamente lisa e de linhas fluidas ou, possivelmente, às cores e padrões na carapaça; e P. rubriventris, de rubidus, avermelhado, e venter belly, referindo-se à cor vermelha do plastrão.

## Taxonomia
O gênero Pseudemys tem uma história taxonômica extensa, complicada e, às vezes, controversa. Historicamente, o gênero tem sido entrelaçado com outros gêneros, às vezes incluído em outros gêneros ou tendo membros de outros gêneros incluídos nele (Chrysemys, Clemmys, Emys, Ptychemys e Trachemys), bem como o reconhecimento de várias subespécies adicionais até o terceiro quarto do século XX. Ainda em 1984, um revisor do gênero chamou o complexo chrysemyd de “um pântano taxonômico”.:3 Outro escreveu: “Pseudemys há muito tempo é reconhecido como uma espécie de pântano taxonômico e tem sido objeto de uma confusa ladainha de arranjos taxonômicos”.:270 Na última década do século XX, os taxonomistas estavam amplamente de acordo sobre um gênero monofilético e o reconhecimento de nove táxons. No entanto, as relações e a classificação de alguns dos táxons do gênero, como espécies ou subespécies, são inconsistentes. Alguns reconheceram todos os nove táxons como espécies completas. Dois clados, ou grupos de espécies, são reconhecidos dentro do gênero, as tartrugas de barriga vermelha (P. alabamensis, P. nelsoni, P. rubriventris) compreendendo um grupo (subgênero Ptychemys) e as seis espécies restantes compreendendo o outro grupo (subgênero Pseudemys).

### Espécies
| Nome popular (tradução do inglês) Tartaruga de barriga vermelha do Alabama [en] Tartaruga do rio Tartaruga da planície costeira [en] Tartaruga do Rio Grande [en] Tartaruga de barriga vermelha da Flórida [en] Tartaruga da península [en] Tartaruga de barriga vermelha do norte [en] Tartaruga de Suwannee [en] Tartaruga do rio Texas [en] |  | Seidel (1994) P. alabamensis Baur, 1893 P. c. concinna (Le Conte, 1830) P. c. floridana (Le Conte, 1830) P. gorzugi Ward, 1984 P. nelsoni Carr, 1938 P. peninsularis Carr, 1938 P. rubriventris (Le Conte, 1830) P. suwanniensis Carr, 1937 P. texana Baur,1893 |  | Jackson (1995) P. floridana floridana P. floridana peninsularis |  | Seidel & Dreslik (1996) P. concinna floridana P. peninsularis P. concinna suwanniensis |  | Powell et al. (2016) P. concinna P. floridana P. peninsularis P. suwanniensis |  |

Um estudo publicado em 2012 examinou os genes nucleares e mitocondriais de amostras geograficamente disseminadas de todos os nove táxons, mas identificou apenas três clados (espécies), com integração significativa entre alguns clados, e declarou: “Encontramos pouca ou nenhuma evidência que apoie a divisão do Pseudemys em suas espécies/subespécies atualmente reconhecidas. Em vez disso, nossos dados sugerem fortemente que o grupo foi dividido em excesso e contém menos espécies do que as reconhecidas atualmente”. De forma um tanto confusa, o estudo não recomendou nenhuma mudança taxonômica, concluindo que a resolução do Pseudemys exigirá uma análise mais aprofundada com uma revisão integrada da morfologia, dados biogeográficos históricos e amostragem geográfica extensa com grandes quantidades de dados moleculares (DNA).:269

## Descrição

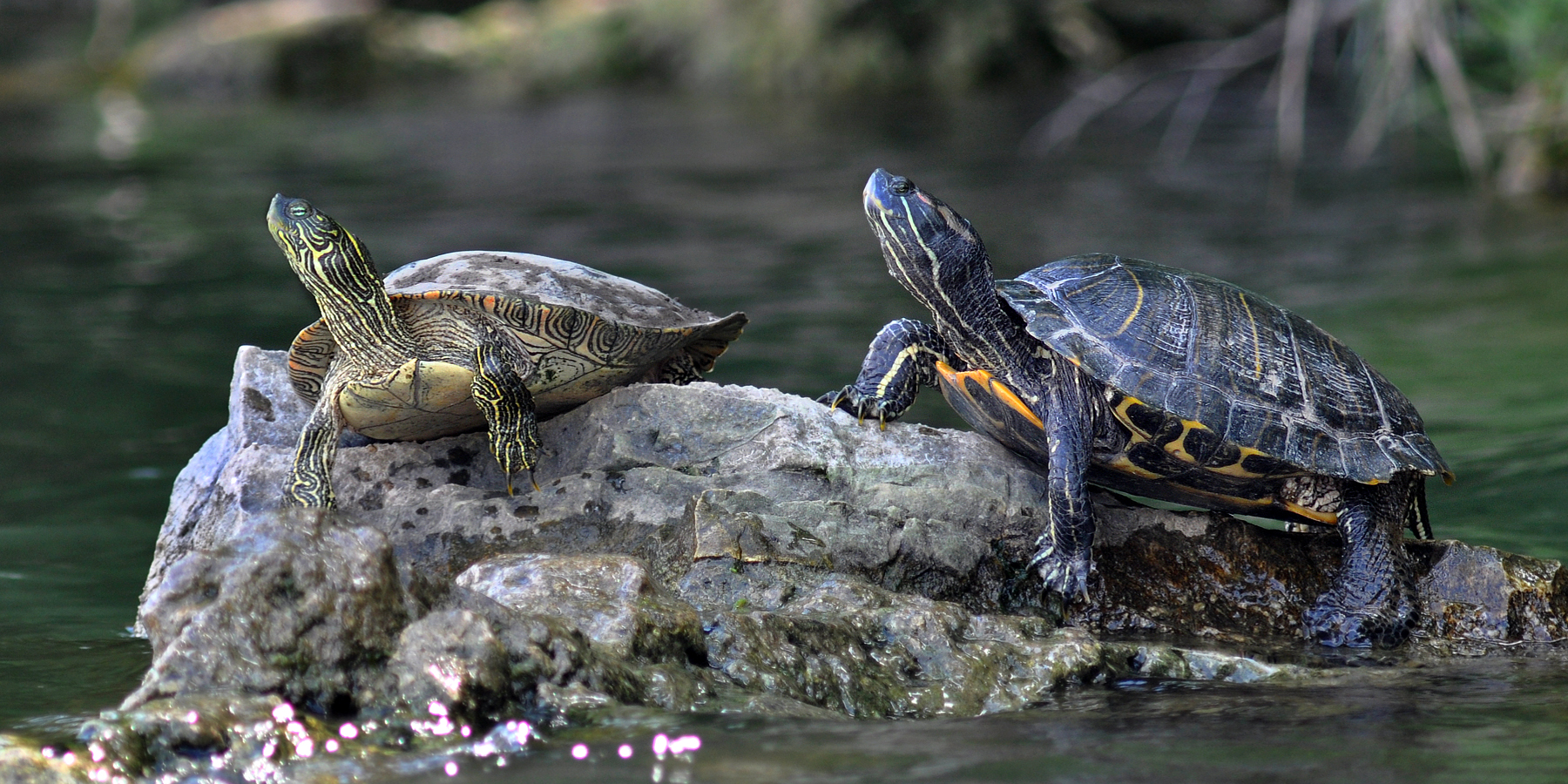
Pseudemys texana (esquerda) e Trachemys scripta elegans (direita), Travis Co., Texas (12 de abril de 2012)

Os membros desse gênero estão entre os maiores dos Emydidae, podendo atingir comprimentos de carapaça de mais de 40,64 cm e pesar até 15,876 kg, embora a maioria dos indivíduos seja bem menor. Todos são aquáticos e passam a maior parte do tempo em lagos, rios e lagoas, onde podem ser facilmente vistos se aquecendo em rochas e troncos em dias ensolarados.

## Distribuição
O gênero Pseudemys é endêmico da América do Norte. Todas as espécies, exceto uma, são endêmicas dos EUA, ocorrendo predominantemente no sul dos Estados Unidos e em áreas periféricas do sudeste da Pensilvânia, sul de Ohio, Indiana, Illinois, Missouri e sudeste do Kansas. A Pseudemys rubriventris, que se estende ao norte até o centro de Nova Jersey, com algumas populações menores isoladas em Nova York e Massachusetts. A espécie mais ocidental, a Pseudemys gorzugi, ocorre no Rio Grande e em vários de seus afluentes na fronteira dos EUA com o México, no Texas e nos estados mexicanos vizinhos de Coahuila, Nuevo Leon e Tamaulipas, seguindo o Rio Pecos até o extremo sudeste do Novo México. A maior diversidade está no norte da Flórida e nas áreas adjacentes do sul da Geórgia e do Alabama, onde ocorrem seis táxons.

## Ecologia e história natural
Dieta: Quando jovens, os Pseudemys são tipicamente onívoros, alimentando-se de uma variedade de plantas, bem como de esponjas, briozoários, caramujos, moluscos, lagostins e insetos, como larvas de caddisfly, larvas de dobsonfly, ninfas de libélulas, larvas de moscas e mosquitos, besouros aquáticos, lagartas, grilos e gafanhotos. Girinos e peixes muito pequenos (por exemplo, darters, Percina [en]) também fazem parte de suas dietas. Tanto os juvenis quanto os adultos consomem carniça ocasionalmente.
A dieta muda para uma porcentagem maior de vegetação à medida que as tartarugas amadurecem. Os adultos da P. peninsularis são relatados como 90% herbívoros, e os adultos da P. nelsoni, P. rubriventris e P. suwanniensis são quase exclusivamente herbívoros. Sabe-se que a Pseudemys concinna retém um grau maior de presas animais em sua dieta do que a maioria das espécies do gênero, mas ainda é predominantemente herbívoro quando adulto. Além de uma variedade de algas e musgos aquáticos, as plantas relatadas nas dietas incluem Cabomba, Ceratophyllum, lentilha-d'água (Lemna minor), Egeria densa, Hydrilla verticillata, pinheirinha-d'água (Myriophyllum), Nymphaea odorata [en], Najas guadalupensis [en], Nuphar luteum, Potamogeton, Sagittaria sp., Vallisneria americana [en], entre muitas outras.

## Galeria

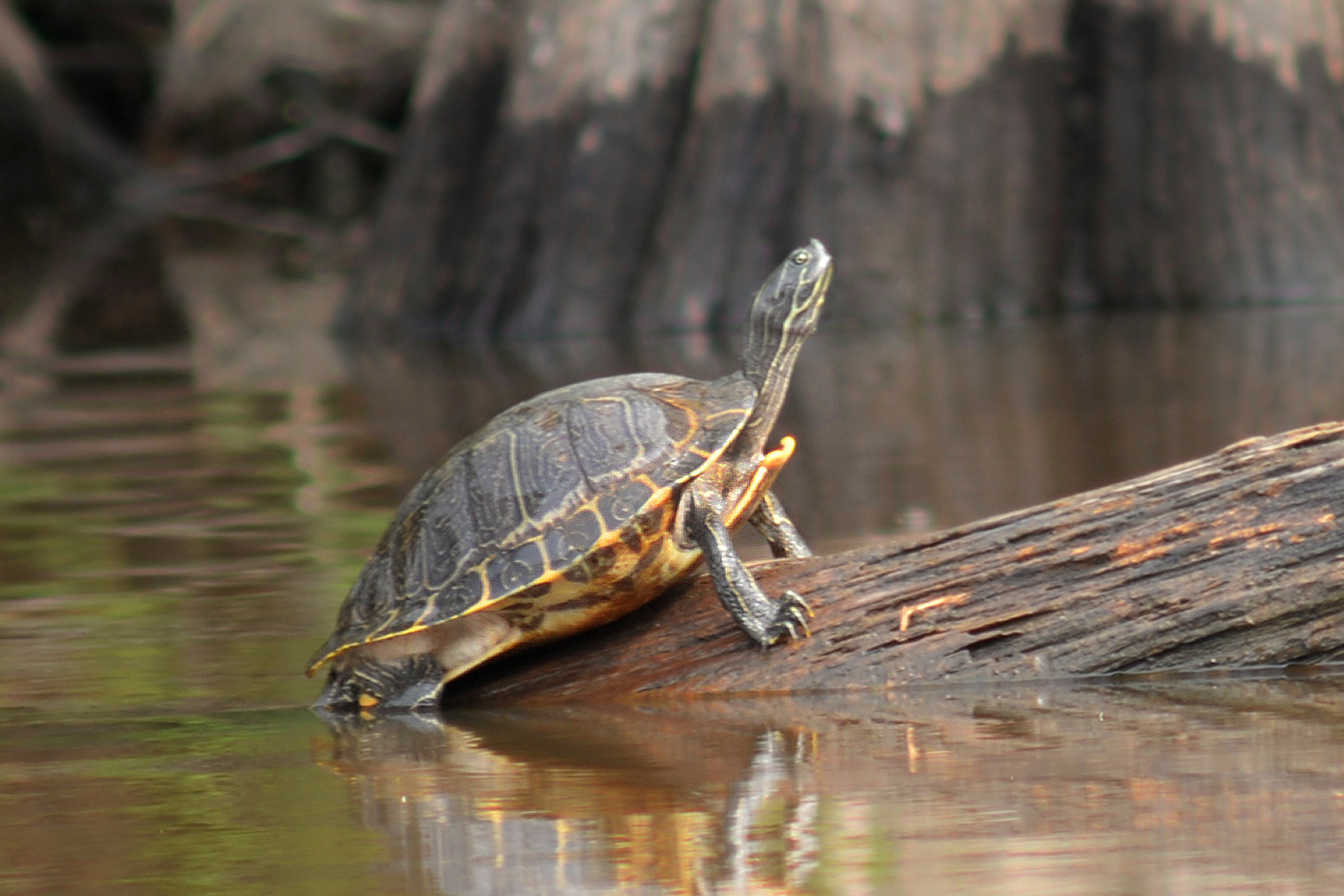
Tartaruga do rio (Pseudemys concinna), fotografada in situ, no condado de Marion, Texas (13 de abril de 2017)
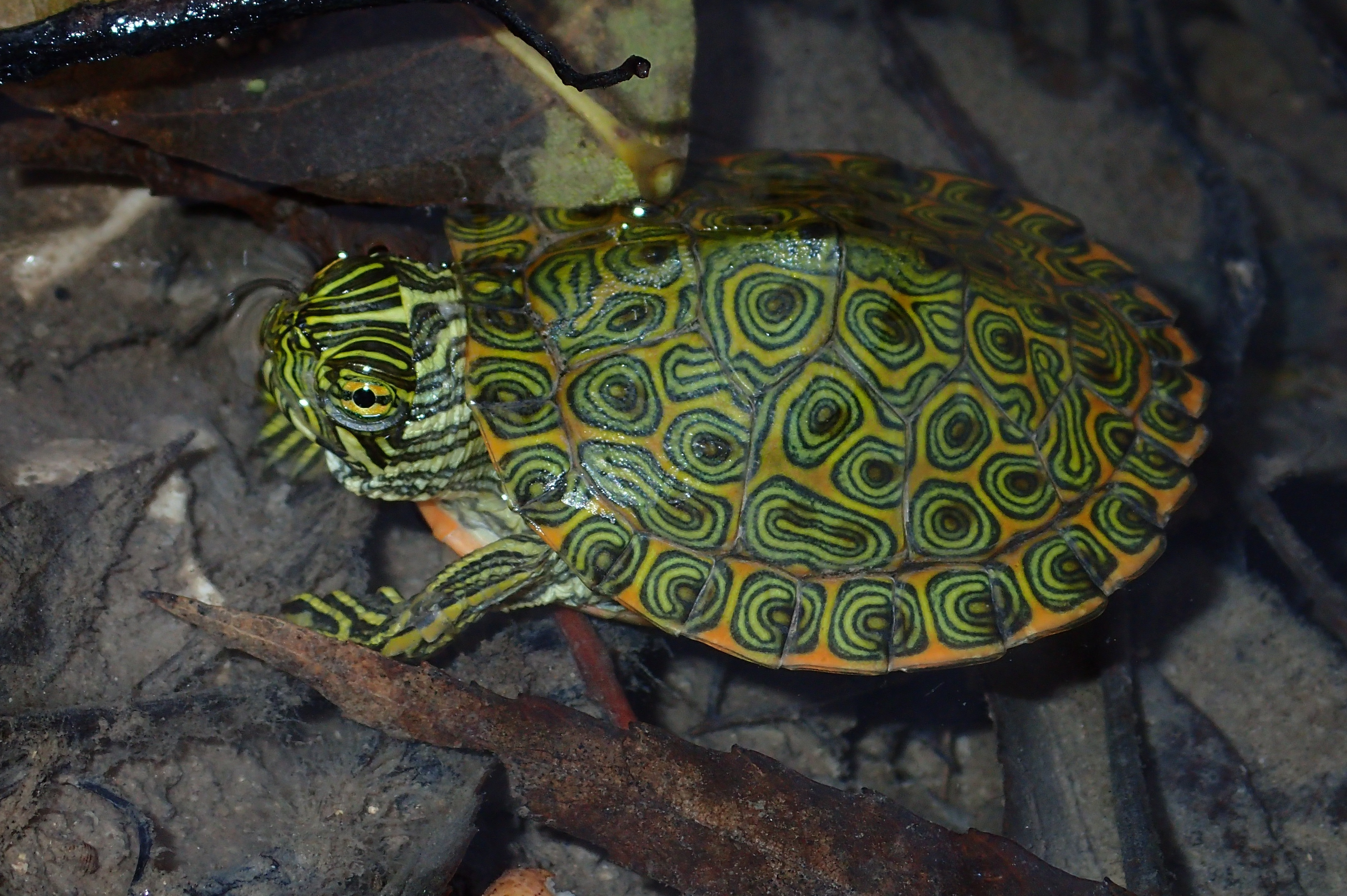
Tartaruga do Rio Grande (Pseudemys gorzugi), um juvenil do condado de Kinney, Texas (11 de novembro de 2018)
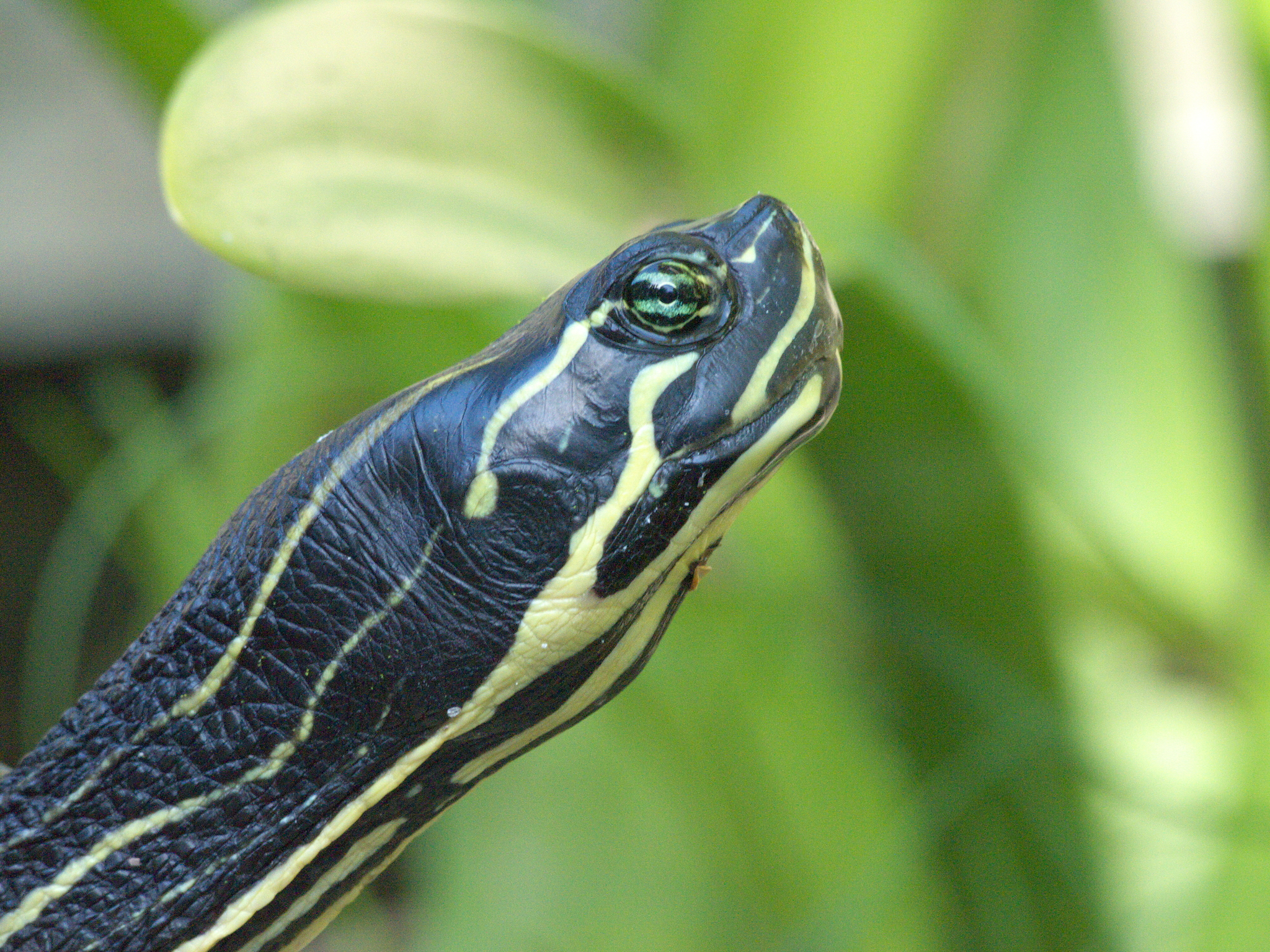
Tartaruga de barriga vermelha da Flórida Cooter (Pseudemys nelsoni), condado de Marion, Flórida (21 de dezembro de 2011)
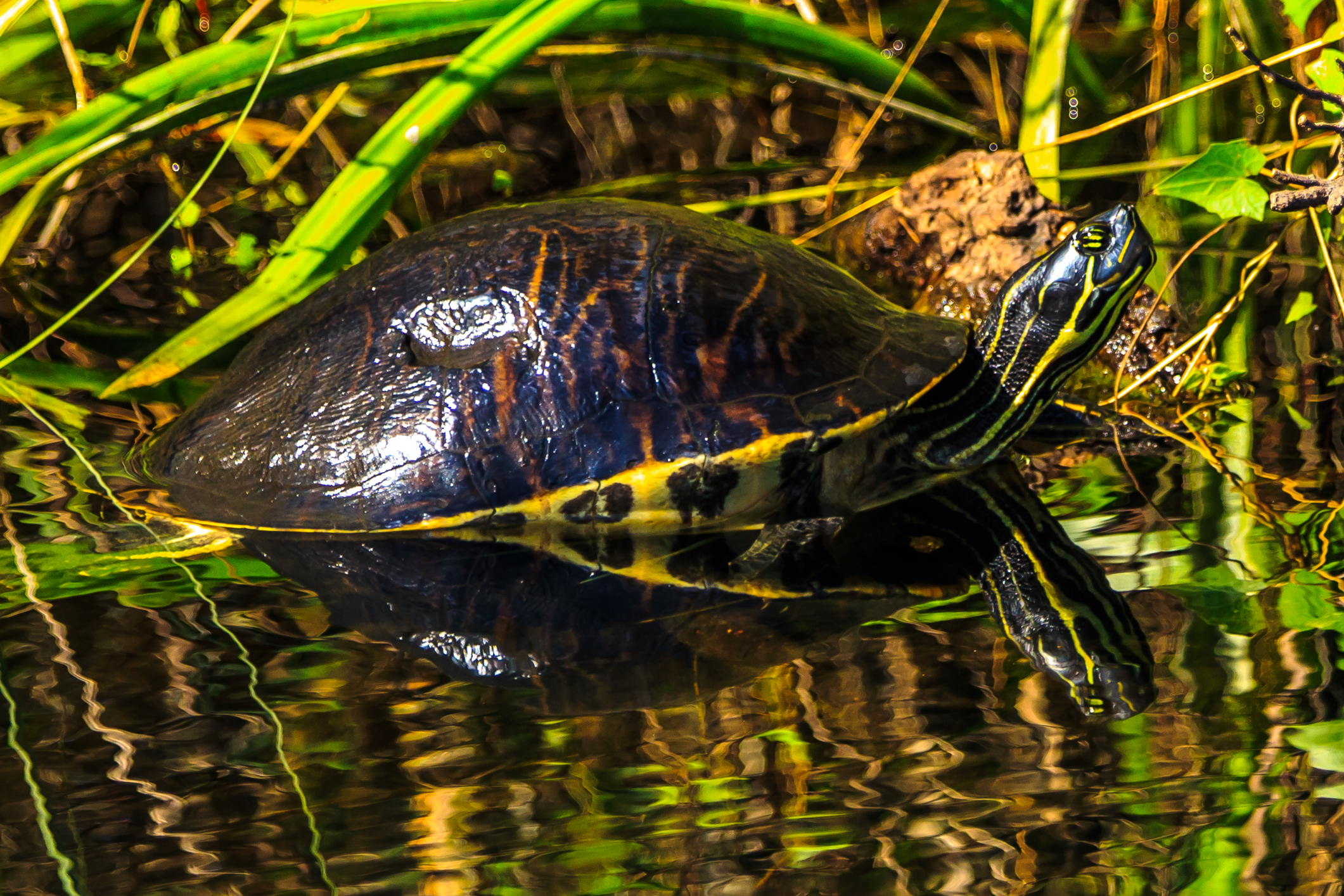
Tartaruga da península (Pseudemys peninsularis), condado de Miami-Dade, Flórida (12 de janeiro de 2014)
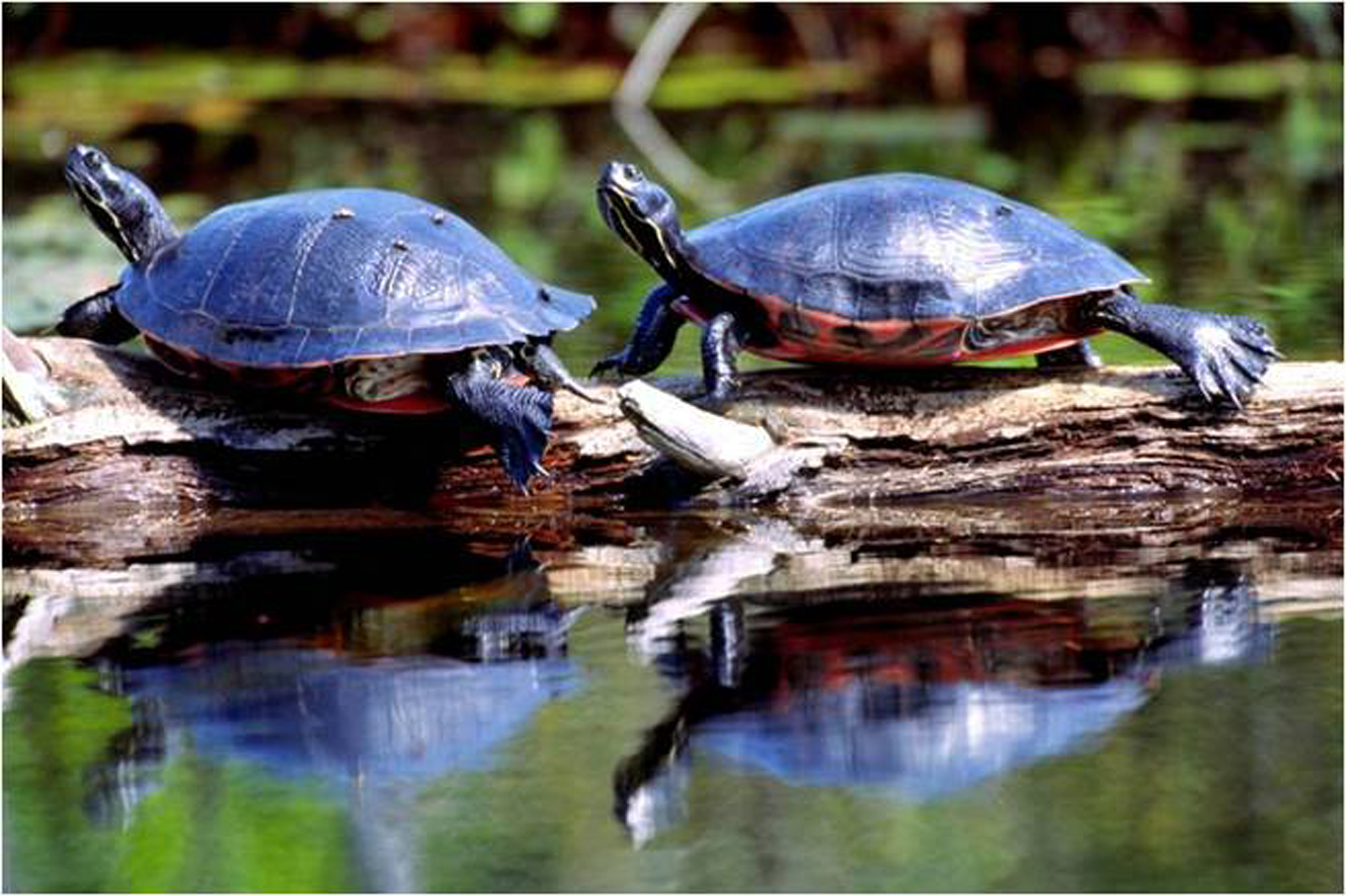
Tartaruga de barriga vermelha do Norte (Pseudemys rubriventris), condado de Plymouth, Massachusetts (22 de junho de 2011)
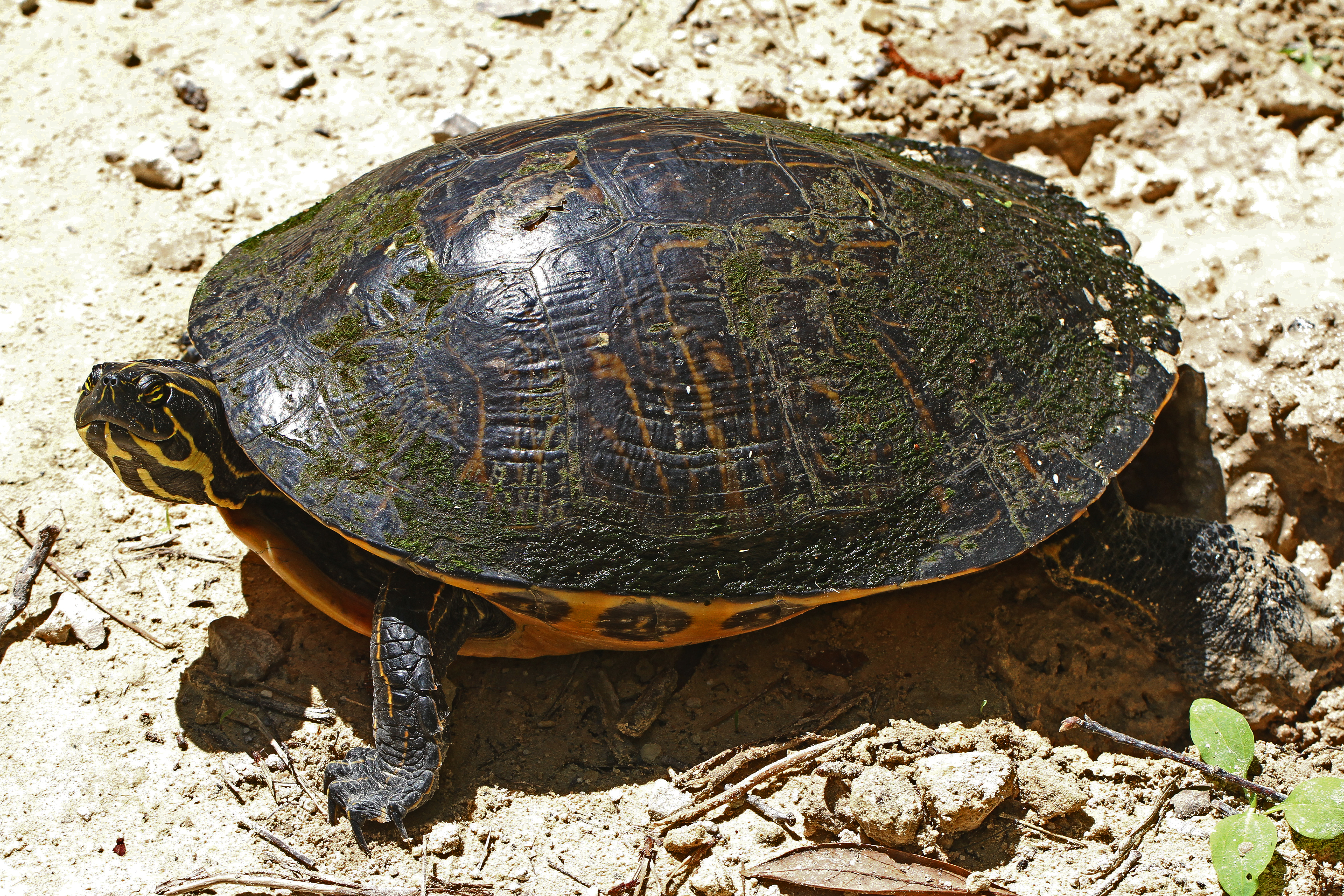
Tartaruga de Suwannee (Pseudemys suwanniensis), condado de Levy, Flórida (28 de abril de 2013)
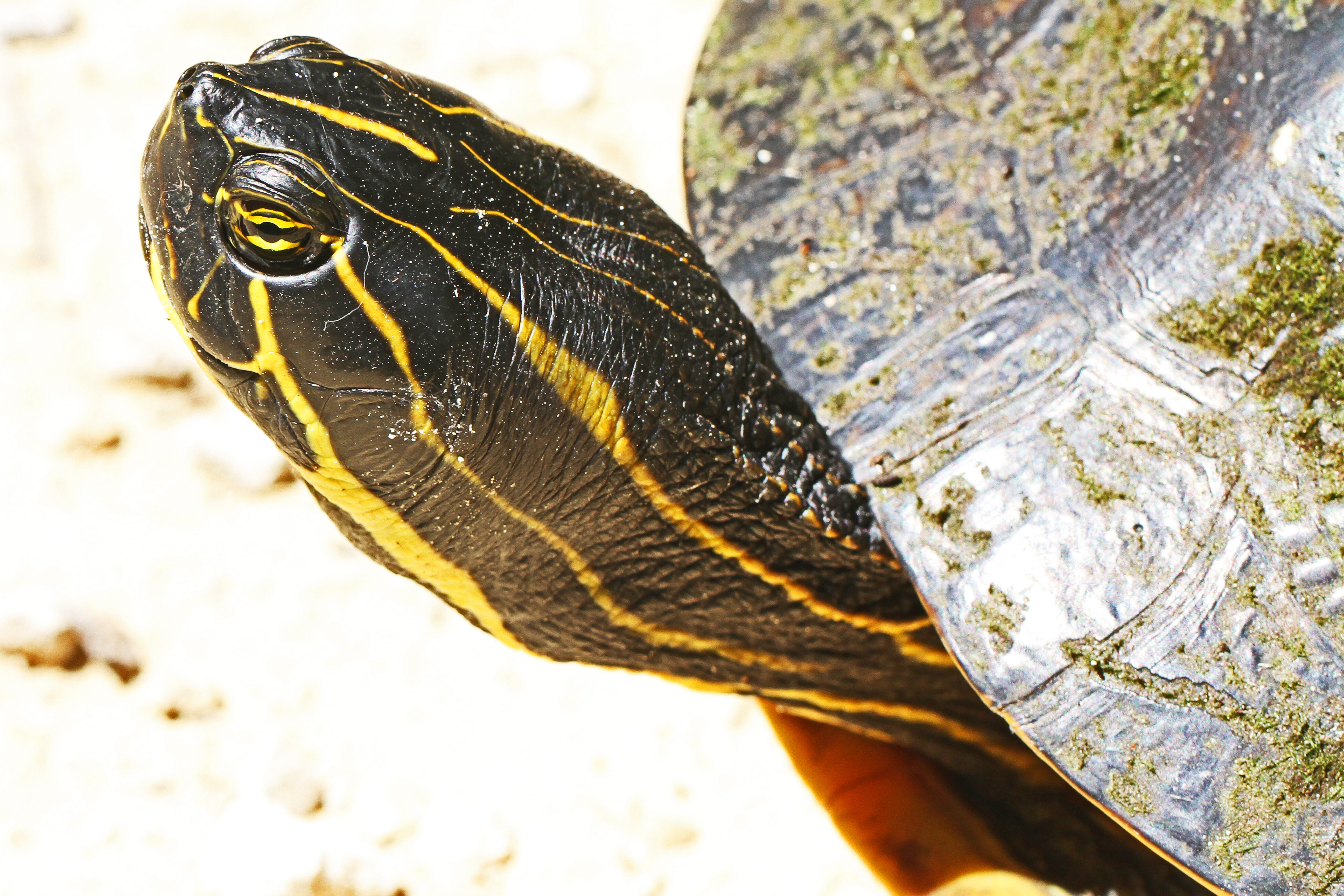
Tartaruga de Suwannee (Pseudemys suwanniensis), detalhe da cabeça, condado de Levy, Florida (28 de abril de 2013)
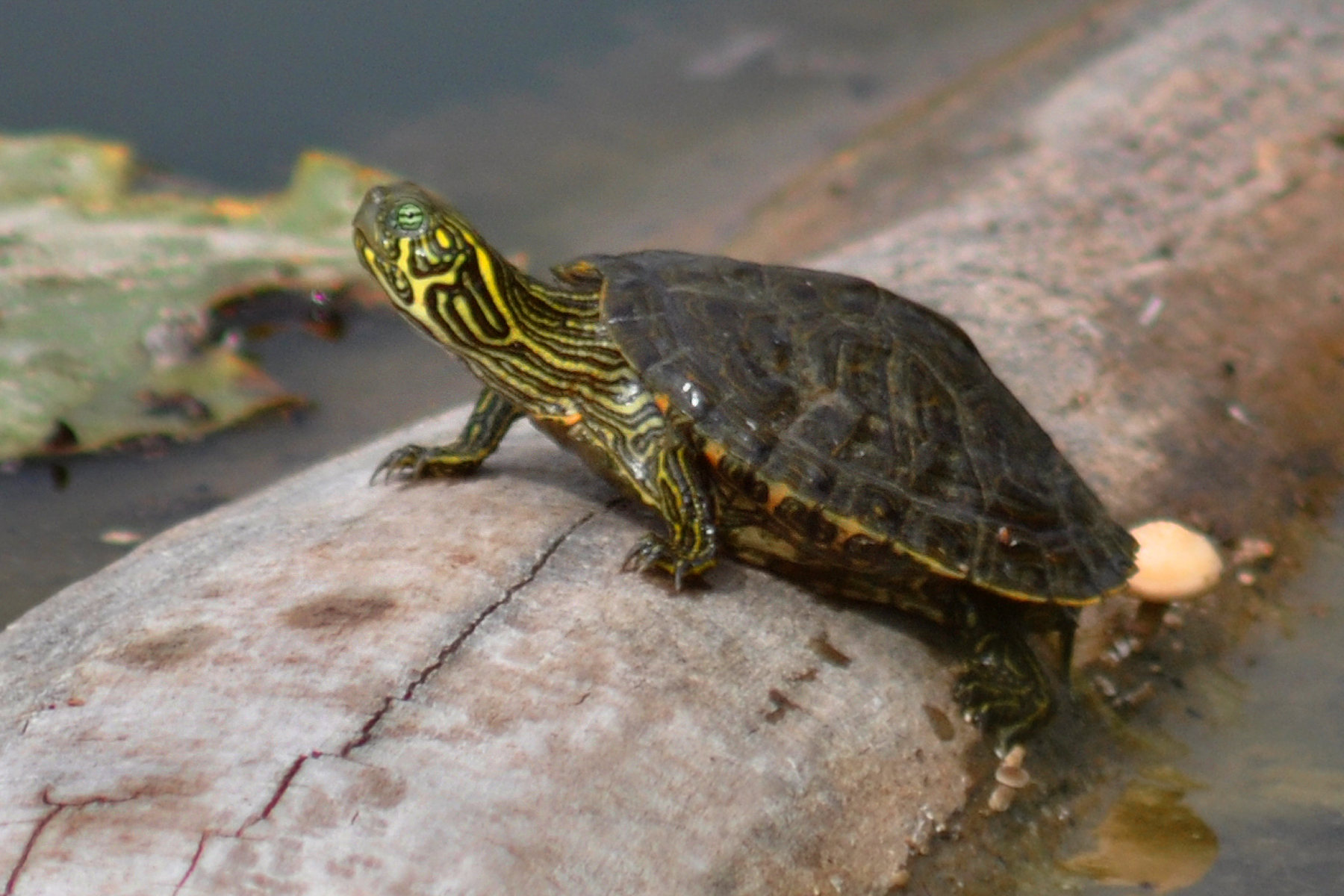
Tartaruga do Texas (Pseudemys texana), fotografada in situ, condado de Kerr, Texas (9 de maio de 2014)